# Łęgucki Młyn
Łęgucki Młyn (deutsch Mühle Langgut, teilweise auch Langgut Mühle) ist ein kleiner Ort in der polnischen Woiwodschaft Ermland-Masuren und gehört zur Gmina Gietrzwałd (Landgemeinde Dietrichswalde) im Powiat Olsztyński (Kreis Allenstein).

## Geographische Lage
Łęgucki Młyn liegt zwei Kilometer nordwestlich des Dorfes Łęguty (Langgut) an der Passarge (polnisch Pasłęka) zwischen dem Langguter See (Jezioro Łęguty) und dem Eissing-See (Jezioro Isąg) im Westen der Woiwodschaft Ermland-Masuren, zwölf Kilometer nordöstlich der einstigen Kreisstadt Osterode i. Ostpr. (polnisch Ostróda) bzw. 22 Kilometer westlich der heutigen Kreismetropole und Woiwodschaftshauptstadt Olsztyn (deutsch Allenstein).

## Geschichte
Die Mühle Langgut – vor 1871 Langgutmühle, später im Volksmund auch Langgut Mühle genannt – war ein vom Betrieb einer Sägemühle geprägter kleiner Ort und Wohnplatz des Gutsdorfes Grasnitz (polnisch Grazymy) im Kreis Osterode in der preußischen Provinz Ostpreußen.

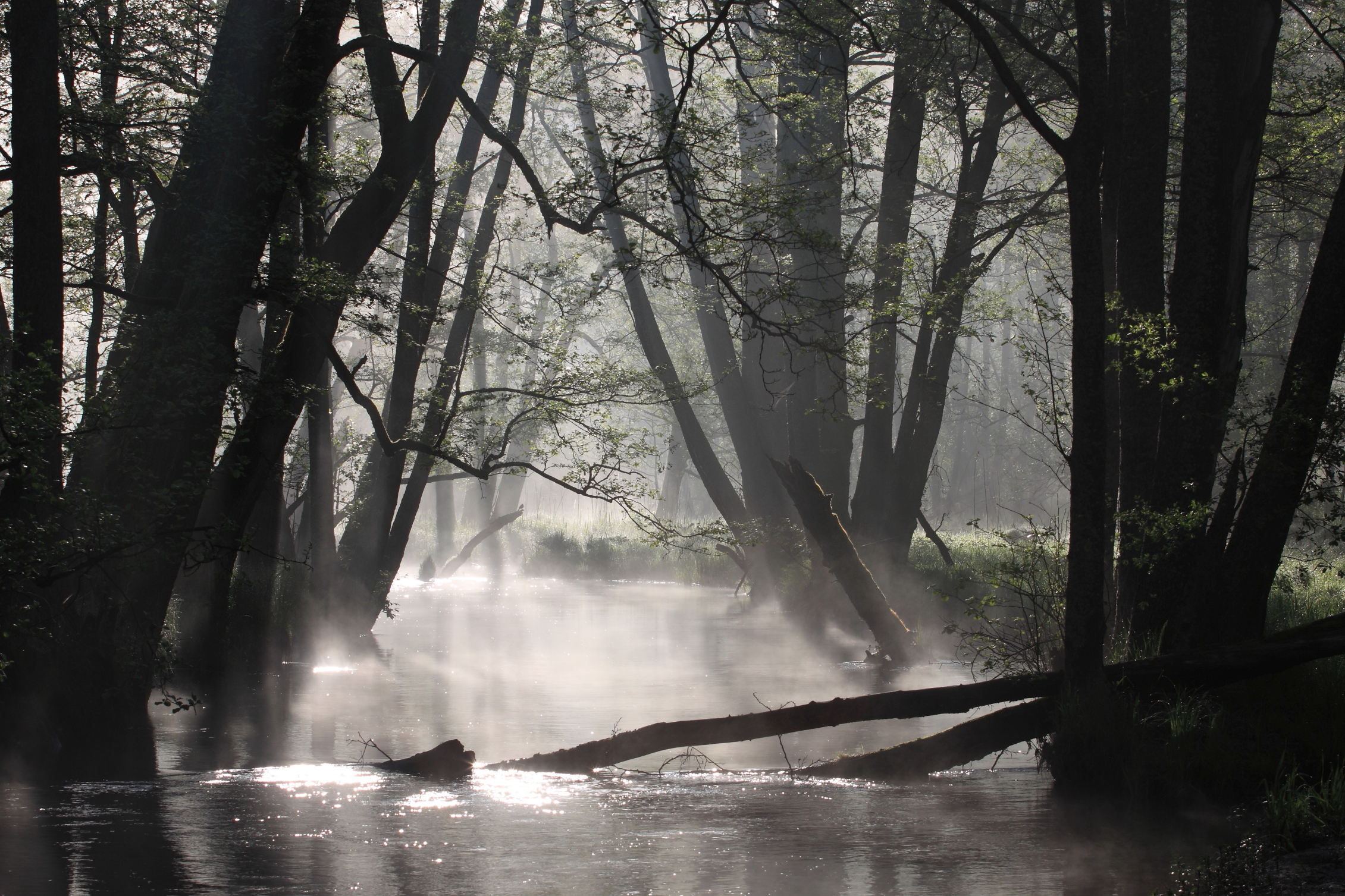
Biberschutzgebiet an der Pasłęka

In Kriegsfolge kam die Mühle Langgut 1945 mit dem gesamten südlichen Ostpreußen zu Polen und erhielt die polnische Namensform „Łęgucki Młyn“. Die kleine Kolonie ist jetzt ein Ort innerhalb der Gmina Gietrzwałd (Landgemeinde Dietrichswalde) im Powiat Olsztyński (Kreis Allenstein), bis 1998 der Woiwodschaft Olsztyn, seither der Woiwodschaft Ermland-Masuren zugehörig.
In dem Ort besteht heute ein bedeutendes Wasserkraftwerk (Elektrownia wodna). Im Nordosten schließt sich rund um den Eissing-See (polnisch Jezioro Isąg) mit der Passarge (Pasłęka) das Naturschutzgebiet Ostoja Bobrów na rzece Pasłęce an, das speziell als Biber-Schutzgebiet gilt.

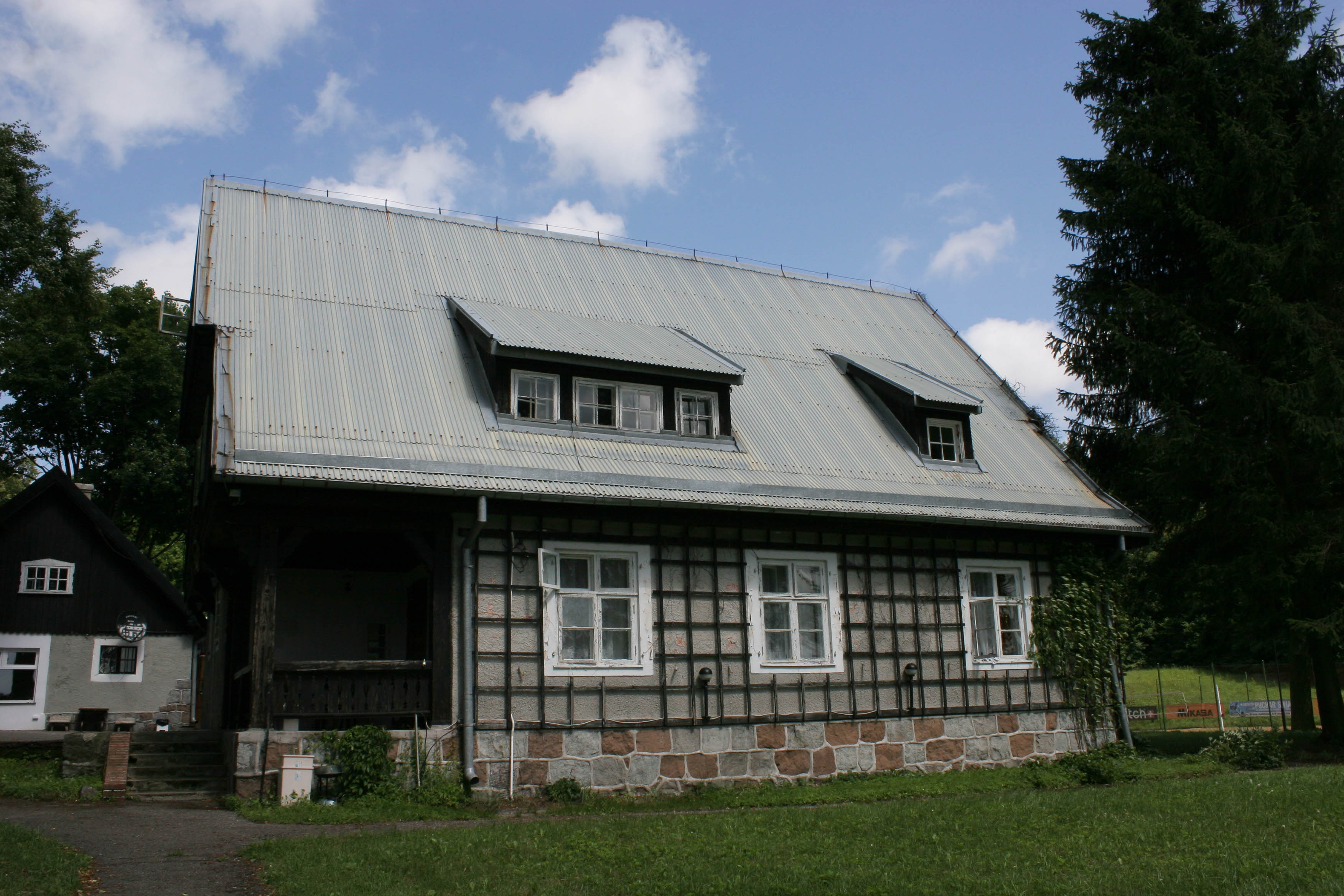
Das heutige Kreisbildungszentrum und Jugend-Ferienhaus in Łęgucki Młyn

Der Powiat Olsztyński (Kreis Allenstein) unterhält in Łęgucki Młyn ein Bildungszentrum (Powiatowe Centrum Edukacyjne), das vorzugsweise auch als Ferienhaus für Jugendliche genutzt wird.
Dieses Haus hatte zu sozialistischen Zeiten eine überregionale Bedeutung als Geheimes Partei- und Regierungszentrum mit einer Datsche für den kommunistischen Parteisekretär der Sowjetunion Nikita Chruschtschow. Dieser genoss es, im Winter in der Umgebung zu jagen. Auch der polnische Erste Parteisekretär Władysław Gomułka verfügte hier über ein Ferienhaus, in dem er die letzten Jahre seines Lebens verbrachte. Auf polnischen Landkarten und Atlanten waren diese Gebäude damals nicht verzeichnet.

## Kirche
Mühle Langgut gehörte vor 1945 zum Sprengel der evangelischen Kirche Langgut in der Kirchenprovinz Ostpreußen der Kirche der Altpreußischen Union sowie zur römisch-katholischen Pfarrei Dietrichswalde. Der Bezug zur katholischen Kirche in Gietrzwałd besteht auch heute, ebenso die Zugehörigkeit zur evangelischen Kirche Łęguty innerhalb der Pfarrei Ostróda in der Diözese Masuren der Evangelisch-Augsburgischen Kirche in Polen.

## Verkehr
Łęgucki Młyn liegt an der Woiwodschaftsstraße 531, die Łukta (Locken) mit Podlejki (Podleiken) verbindet. Von Gietrzwałd führt ein Landweg über Woryty (Woritten) nach Łęgucki Młyn. Eine Anbindung an den Bahnverkehr besteht nicht.